# Collegio di Dudley South
Dudley South è stato un collegio elettorale inglese situato nelle Midlands Occidentali, rappresentato alla Camera dei comuni del Parlamento del Regno Unito. Eleggeva un membro del parlamento con il sistema first-past-the-post, ossia maggioritario a turno unico; il collegio è stato abolito in occasione della revisione periodica del 2024.

## Estensione
Dudley South era uno dei quattro collegi che coprivano il borgo metropolitano di Dudley, e in particolare ne comprendeva la parte centrale a sud del centro cittadino:
- 1997–2024: i ward del borgo metropolitano di Dudley di Brierley Hill, Brockmoor and Pensnett, Kingswinford North and Wall Heath, Kingswinford South, Netherton and Woodside, St Andrews e Wordsley.

## Membri del parlamento
| Elezione | Elezione  | Deputato         | Partito          |
| -------- | --------- | ---------------- | ---------------- |
|          | 1997      | Ian Pearson      | Laburista        |
|          | 2010      | Chris Kelly      | Conservatore     |
| 2015     | Mike Wood |                  | Conservatore     |
|          | 2024      | Collegio abolito | Collegio abolito |

## Elezioni

### Elezioni negli anni 2010
| Partito                    | Partito                                   | Candidato                  | Risultati 12 dicembre 2019 | Risultati 12 dicembre 2019 |
| Partito                    | Partito                                   | Candidato                  | Voti                       | %                          |
| -------------------------- | ----------------------------------------- | -------------------------- | -------------------------- | -------------------------- |
|                            | Conservatore                              | Mike Wood                  | 24 835                     | 67,90                      |
|                            | Laburista                                 | Lucy Caldicott             | 9 270                      | 25,34                      |
|                            | Lib Dem                                   | Jonathan Bramall           | 1 608                      | 4,40                       |
|                            | Verdi                                     | Cate Mohr                  | 863                        | 2,36                       |
|                            |                                           |                            |                            |                            |
| Iscritti                   | Iscritti                                  | Iscritti                   | 60 731                     | 100,00                     |
| ↳ Votanti (% su iscritti)  | ↳ Votanti (% su iscritti)                 | ↳ Votanti (% su iscritti)  | 36 576                     | 60,23                      |
| ↳ Astenuti (% su iscritti) | ↳ Astenuti (% su iscritti)                | ↳ Astenuti (% su iscritti) | 24 155                     | 39,77                      |
|                            |                                           |                            |                            |                            |
|                            | Esito: collegio confermato a Conservatore |                            |                            |                            |

| Partito                    | Partito                                   | Candidato                  | Risultati 8 giugno 2017 | Risultati 8 giugno 2017 |
| Partito                    | Partito                                   | Candidato                  | Voti                    | %                       |
| -------------------------- | ----------------------------------------- | -------------------------- | ----------------------- | ----------------------- |
|                            | Conservatore                              | Mike Wood                  | 21 588                  | 56,45                   |
|                            | Laburista                                 | Natasha Millward           | 13 858                  | 36,24                   |
|                            | UKIP                                      | Mitchell Bolton            | 1 791                   | 4,68                    |
|                            | Lib Dem                                   | Jonathan Bramall           | 625                     | 1,63                    |
|                            | Verdi                                     | Jenny Maxwell              | 382                     | 1,00                    |
|                            |                                           |                            |                         |                         |
| Iscritti                   | Iscritti                                  | Iscritti                   | 61 288                  | 100,00                  |
| ↳ Votanti (% su iscritti)  | ↳ Votanti (% su iscritti)                 | ↳ Votanti (% su iscritti)  | 38 244                  | 62,40                   |
| ↳ Astenuti (% su iscritti) | ↳ Astenuti (% su iscritti)                | ↳ Astenuti (% su iscritti) | 23 044                  | 37,60                   |
|                            |                                           |                            |                         |                         |
|                            | Esito: collegio confermato a Conservatore |                            |                         |                         |

| Partito                    | Partito                                   | Candidato                  | Risultati 7 maggio 2015 | Risultati 7 maggio 2015 |
| Partito                    | Partito                                   | Candidato                  | Voti                    | %                       |
| -------------------------- | ----------------------------------------- | -------------------------- | ----------------------- | ----------------------- |
|                            | Conservatore                              | Mike Wood                  | 16 723                  | 43,77                   |
|                            | Laburista                                 | Natasha Millward           | 12 453                  | 32,59                   |
|                            | UKIP                                      | Paul Brothwood             | 7 236                   | 18,94                   |
|                            | Verdi                                     | Vicky Duckworth            | 970                     | 2,54                    |
|                            | Lib Dem                                   | Martin Turner              | 828                     | 2,17                    |
|                            |                                           |                            |                         |                         |
| Iscritti                   | Iscritti                                  | Iscritti                   | 60 393                  | 100,00                  |
| ↳ Votanti (% su iscritti)  | ↳ Votanti (% su iscritti)                 | ↳ Votanti (% su iscritti)  | 38 210                  | 63,27                   |
| ↳ Astenuti (% su iscritti) | ↳ Astenuti (% su iscritti)                | ↳ Astenuti (% su iscritti) | 22 183                  | 36,73                   |
|                            |                                           |                            |                         |                         |
|                            | Esito: collegio confermato a Conservatore |                            |                         |                         |

| Partito                    | Partito                                           | Candidato                  | Risultati 6 maggio 2010 | Risultati 6 maggio 2010 |
| Partito                    | Partito                                           | Candidato                  | Voti                    | %                       |
| -------------------------- | ------------------------------------------------- | -------------------------- | ----------------------- | ----------------------- |
|                            | Conservatore                                      | Chris Kelly                | 16 450                  | 43,10                   |
|                            | Laburista                                         | Rachel Harris              | 12 594                  | 33,00                   |
|                            | Lib Dem                                           | Jonathan Bramall           | 5 989                   | 15,69                   |
|                            | UKIP                                              | Philip Rowe                | 3 132                   | 8,21                    |
|                            |                                                   |                            |                         |                         |
| Iscritti                   | Iscritti                                          | Iscritti                   | 60 579                  | 100,00                  |
| ↳ Votanti (% su iscritti)  | ↳ Votanti (% su iscritti)                         | ↳ Votanti (% su iscritti)  | 38 165                  | 63,00                   |
| ↳ Astenuti (% su iscritti) | ↳ Astenuti (% su iscritti)                        | ↳ Astenuti (% su iscritti) | 22 414                  | 37,00                   |
|                            |                                                   |                            |                         |                         |
|                            | Esito: collegio passa da Laburista a Conservatore |                            |                         |                         |

### Elezioni negli anni 2000
| Partito                    | Partito                                | Candidato                  | Risultati 5 maggio 2005 | Risultati 5 maggio 2005 |
| Partito                    | Partito                                | Candidato                  | Voti                    | %                       |
| -------------------------- | -------------------------------------- | -------------------------- | ----------------------- | ----------------------- |
|                            | Laburista                              | Ian Pearson                | 17 800                  | 45,32                   |
|                            | Conservatore                           | Marco Longhi               | 13 556                  | 34,51                   |
|                            | Lib Dem                                | Jonathan Bramall           | 4 808                   | 12,24                   |
|                            | BNP                                    | John Salvage               | 1 841                   | 4,69                    |
|                            | UKIP                                   | Andrew Benion              | 1 271                   | 3,24                    |
|                            |                                        |                            |                         |                         |
| Iscritti                   | Iscritti                               | Iscritti                   | 65 242                  | 100,00                  |
| ↳ Votanti (% su iscritti)  | ↳ Votanti (% su iscritti)              | ↳ Votanti (% su iscritti)  | 39 276                  | 60,20                   |
| ↳ Astenuti (% su iscritti) | ↳ Astenuti (% su iscritti)             | ↳ Astenuti (% su iscritti) | 25 966                  | 39,80                   |
|                            |                                        |                            |                         |                         |
|                            | Esito: collegio confermato a Laburista |                            |                         |                         |

| Partito                    | Partito                                | Candidato                  | Risultati 7 giugno 2001 | Risultati 7 giugno 2001 |
| Partito                    | Partito                                | Candidato                  | Voti                    | %                       |
| -------------------------- | -------------------------------------- | -------------------------- | ----------------------- | ----------------------- |
|                            | Laburista                              | Ian Pearson                | 18 109                  | 49,83                   |
|                            | Conservatore                           | Jason Sugarman             | 11 292                  | 31,07                   |
|                            | Lib Dem                                | Lorely Burt                | 5 421                   | 14,92                   |
|                            | UKIP                                   | John Westwood              | 859                     | 2,36                    |
|                            | Alleanza Socialista                    | Angela Thompson            | 663                     | 1,82                    |
|                            |                                        |                            |                         |                         |
| Iscritti                   | Iscritti                               | Iscritti                   | 65 602                  | 100,00                  |
| ↳ Votanti (% su iscritti)  | ↳ Votanti (% su iscritti)              | ↳ Votanti (% su iscritti)  | 36 344                  | 55,40                   |
| ↳ Astenuti (% su iscritti) | ↳ Astenuti (% su iscritti)             | ↳ Astenuti (% su iscritti) | 29 258                  | 44,60                   |
|                            |                                        |                            |                         |                         |
|                            | Esito: collegio confermato a Laburista |                            |                         |                         |

## Risultati dei referendum

### Referendum sulla permanenza del Regno Unito nell'Unione europea del 2016
|             | Collegio     | Lasciare UE % | Rimanere in UE % |
| ----------- | ------------ | ------------- | ---------------- |
|             | Dudley South | 70,4%         | 29,6%            |
| Inghilterra | 53,3%        | 46,7%         |                  |
| Regno Unito | 51,9%        | 48,1%         |                  |